# Profetas maiores

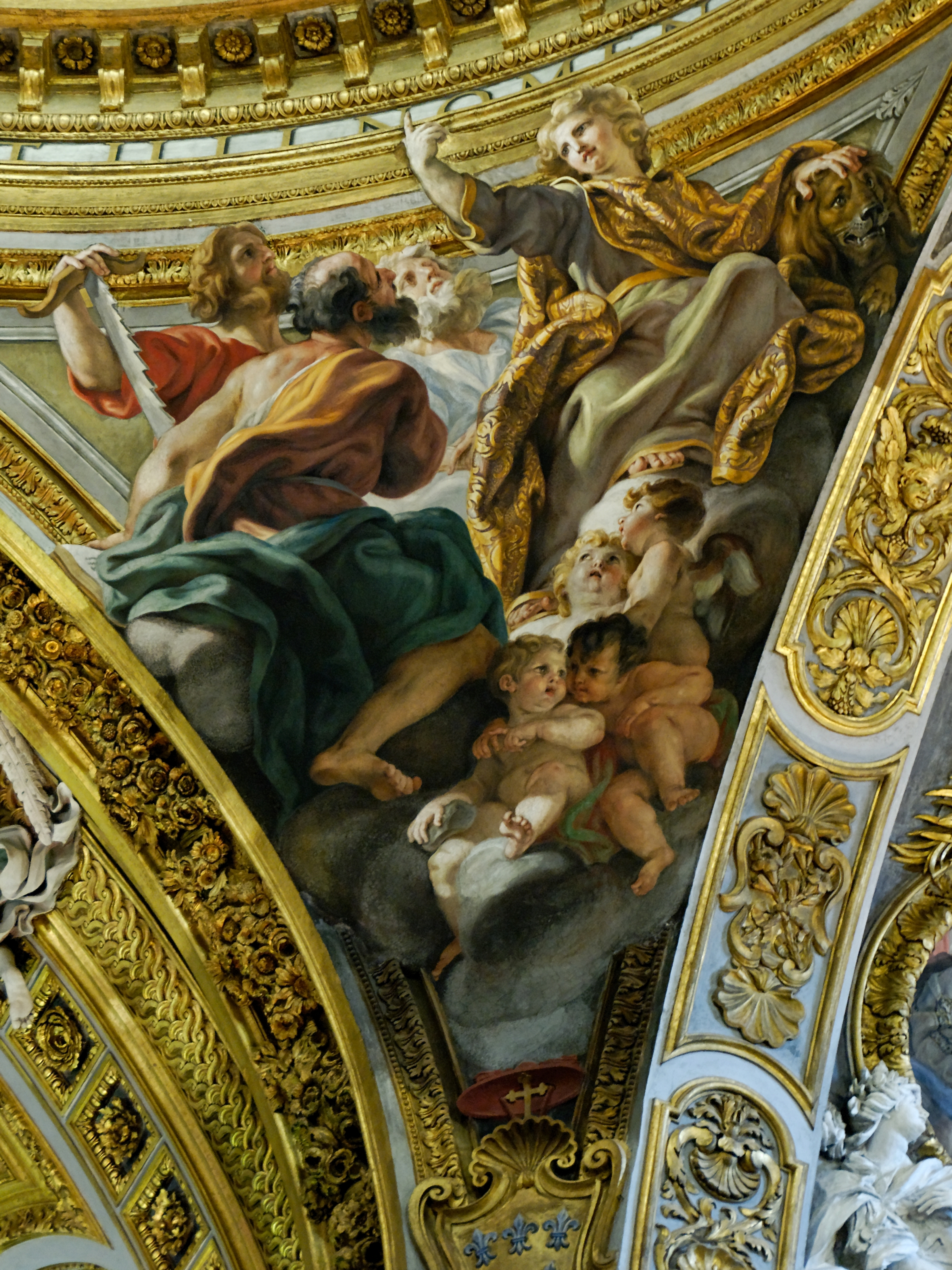
Daniel, Ezequiel, Jeremias e Isaiah afresco na Igreja de Jesus

Os chamados Profetas Maiores são o conjunto dos mais extensos Livros proféticos do Antigo Testamento da Bíblia cristã. O termo "maior" refere-se ao tamanho do livro e não a importância do profeta. Os profetas maiores listados em ordem são:
- Isaías
- Jeremias e Lamentações
- Ezequiel
- Daniel

Os Livros proféticos menos extensos são chamados Profetas Menores.